# 本多純平
本多 純平（ほんだ じゅんぺい、1988年12月7日 - ）は、富山県小矢部市出身のバスケットボール選手である。ポジションはスモールフォワード（SF）。190cm、94kg。愛称はじゅんペ〜、じゅんじゅん、王子などで親しまれている。バンビシャス奈良のブースターで「チームじゅんじゅん」なども結成されている。
2020-21シーズンよりライジングゼファーフクオカへ移籍。

## 来歴
石動小学校、石動中学校、高岡第一高校を経て東京成徳大学人文学部日本伝統文化学科に進学、4年次には関東大学バスケット2部リーグへの昇格の立役者として活躍した。
2011年、bjリーグドラフト会議にて全体5位で滋賀レイクスターズに指名されて入団した。
2013年6月、バンビシャス奈良に移籍した。9月22日の高松ファイブアローズとのプレシーズンゲームでホーム初得点をあげた。移籍後、急成長を遂げて、奈良、大阪エヴェッサ、 浜松・東三河フェニックス、滋賀レイクスターズの間で行われたbjリーグカップでの優勝に貢献した。2013-14シーズンはbjリーグレギュラーシーズン全52試合に出場し、プレイタイムが大幅に増加した。2018-19シーズンは56試合出場で、キャリアハイの1試合平均9.4得点。
2019-20シーズンまで奈良の主力選手としてプレーした。
2020年6月、ライジングゼファーフクオカへ移籍。

## 成績
| シーズン         | チーム | GP | GS | MPG  | FG%  | 3P%  | FT%  | RPG | APG | SPG | BPG | TO  | PPG |
| ---------------- | ------ | -- | -- | ---- | ---- | ---- | ---- | --- | --- | --- | --- | --- | --- |
| bjリーグ 2013-14 | 奈良   | 52 |    | 23.9 | .443 | .280 | .655 | 2.3 | 0.6 | 0.8 | 0.0 | 1.2 | 6.0 |
| bjリーグ 2014-15 | 奈良   | 35 |    | 11.9 | .428 | .361 | .625 | 0.9 | 0.3 | 0.3 | 0.1 | 1.0 | 4.6 |